# Gabrielle Faure
Gabrielle Faure (* 29. November 1917 als Marie-Rose Degoumois in Bern; † 1. Oktober 1996 in Lausanne) war eine Schweizer Schriftstellerin, Literaturkritikerin und Übersetzerin.

## Leben
Gabrielle Faure wuchs als Tochter des Literaturprofessors Léon Degoumois (1891–1962) in Bern auf. Sie studierte Französische Literatur an der Universität Bern und zog 1945 nach Lausanne. Dort unterrichtete sie erst am Gymnasium, dann als Lektorin an der Universität. Ab 1977 arbeitete sie als Autorin, Kritikerin und Übersetzerin für Radio Suisse Romande. Sie war verheiratet und Mutter zweier Söhne.

## Auszeichnungen
- 1978: Einzelwerkpreis der Schweizerischen Schillerstiftung für Evora
- 1989: Prix des écrivains vaudois

## Werke

### Prosa
- L’Altroviseur, Lyon 1969 (Erzählung).
- Evora, Lausanne 1979 (Erzählungen).
- L’excavation, Lausanne 1982 (Roman).
- La Source dans les sables, Lausanne 1984 (Erzählungen).
- La Nuit d’Autun, Lausanne 1986 (Roman).

### Theater
- 1965: Heureux qui comme Ulysse, ou le Couple parfait (Theaterstück in einem Akt)

### Hörspiele (Auswahl)
- 1968: Die rote Stadt – Regie: Horst H. Vollmer (Hörspiel – HR)
- 1973: Ultimes recommandations(Hörspiel)
- 1980: Sprachlabor – Platz 20 – Regie: Mario Hindermann (Original-Hörspiel – DRS)
- Nicht angegeben: Die Medianen – Regie: Klaus W. Leonhard (Hörspiel – DRS)